# Kontrola bezpieczeństwa
Kontrola bezpieczeństwa – kontrola osób i bagażu, dokonywana przez uprawnionych pracowników m.in. w portach lotniczych i morskich, w niektórych muzeach i budynkach administracji państwowej. Zgodnie z prawem unijnym oznacza ona stosowanie technicznych lub innych środków w celu identyfikacji i wykrywania przedmiotów zabronionych.

## Formy kontroli
Kontrola bezpieczeństwa może zostać przeprowadzona w sposób manualny lub przy użyciu profesjonalnego sprzętu. Zazwyczaj używa się do tego celu: bramki wykrywającej metale oraz skanera bagażu. Na niektórych lotniskach pojawiły się także skanery ciała.
Przed przystąpieniem do kontroli bezpieczeństwa należy wyjąć wszystkie metalowe przedmioty, jak: klucze, zegarki, telefony komórkowe, bilon i umieścić je w specjalnej kuwecie na taśmie urządzenia rentgenowskiego wraz z bagażem podręcznym. W przypadku odezwania się alarmu bramki, pracownik ochrony ma prawo poprosić o zdjęcie obuwia i elementów odzieży, i prześwietlić je urządzeniem rentgenowskim. Dotyczy to zarówno lotnisk, jak i innych miejsc objętych kontrolą bezpieczeństwa.

## Kontrola bezpieczeństwa w transporcie lotniczym
Po serii porwań samolotów w Stanach Zjednoczonych na przełomie lat 60. i 70. XX wieku, w 1972 r. zdecydowano o wprowadzeniu kontroli bezpieczeństwa w portach lotniczych. Fińska firma Outokumpu przystosowała używane dotychczas w górnictwie wykrywacze metalu do warunków lotniskowych. W kolejnych latach systemy kontroli rozwijane był przez Rapiscan System. Po zamachu terrorystycznym z 11 września 2001 roku na World Trade Center i Pentagon przeprowadzanie kontroli bezpieczeństwa stało się obligatoryjne na wszystkich lotniskach cywilnych na świecie. Później zwolniono z tego obowiązku kilkanaście lokalnych portów w Afryce i Nowej Zelandii, obsługujących wyłącznie małe, kilkunastoosobowe samoloty, realizujące lokalne loty. 
Kontrola bezpieczeństwa na lotniskach w Polsce nadzorowana jest przez poszczególne porty. Jest dokonywana przez służbę ochrony lotniska, a dawniej przez Straż Graniczną. Od osób sprawujących kontrolę bezpieczeństwa wymagany jest certyfikat operatora kontroli bezpieczeństwa wydany przez prezesa Urzędu Lotnictwa Cywilnego.

## Kontrola bezpieczeństwa w muzeach
W związku z zagrożeniem zamachami terrorystycznymi, na początku XXI wieku, wprowadzono pierwsze kontrole bezpieczeństwa w muzeach. Są one, podobnie jak na lotniskach, przeprowadzane najczęściej przy użyciu bramki wykrywającej metale oraz skanera bagażu.
W 2017 r. kontrola bezpieczeństwa zwiedzających odbywa się w: Muzeum Historii Żydów Polskich POLIN w Warszawie, Muzeum Narodowym w Warszawie, Muzeum Śląskim w Katowicach, Państwowym Muzeum Auschwitz-Birkenau w Oświęcimiu oraz na Zamku Królewskim na Wawelu.